# Side Effects of You
| Recensione | Giudizio |
| ---------- | -------- |
| AllMusic   |          |

Side Effects of You è il quarto album discografico in studio della cantante statunitense Fantasia Barrino, pubblicato nell'aprile 2013.

## Tracce
1. Supernatural Love (feat. Big K.R.I.T.) – 3:48
2. Ain’t All Bad – 3:57
3. If I Was a Bird – 2:47
4. Girl Talk (Interlude) – 1:47
5. Without Me (feat. Kelly Rowland & Missy Elliott) – 4:30
6. Side Effects of You – 3:25
7. Get It Right – 3:45
8. So Much to Prove – 2:28
9. Change Your Mind – 3:27
10. Lighthouse – 4:16
11. Lose to Win – 4:12
12. End of Me – 4:05
13. In Deep – 3:33

Tracce aggiuntive edizione deluxe
1. Haunted (feat. Tank, King Los, Al Sherrod Lambert & Jamia) – 4:37
2. To The Heavens – 3:36

## Classifiche
- Billboard 200 (Stati Uniti) - #2[2]